# Hansipur
Hansipur (nepalski: हाँसीपुर) – gaun wikas samiti w zachodniej części Nepalu w strefie Rapti w dystrykcie Dang Deokhuri. Według nepalskiego spisu powszechnego z 2001 roku liczył on 1233 gospodarstw domowych i 7091 mieszkańców (3708 kobiet i 3383 mężczyzn).